# Rossignol
Rossignol, fundada en 1907 por Abel Rossignol, es una empresa francesa dedicada a la fabricación de equipos para deportes de invierno. Es propiedad del fondo de inversión Macquarie y, desde 2013, del grupo sueco Altor Equity Partners.
El Grupo Rossignol agrupa las siguientes marcas:
- Dynastar (equipamiento de esquí);
- Lange (botas de esquí);
- Look (fijaciones de esquí);
- Kerma (bastones de esquí y protecciones);
- Risport (patines de hielo).

## Historia
En 1907, Abel Rossignol, un carpintero apasionado por el esquí en Voiron, decidió fabricar su primer par de esquís artesanales en madera maciza.
En 1941, Abel Rossignol patentó el esquí "olímpico", que sentó las bases del esquí moderno: los esquís "contrachapados". Siete años después, en 1948, con un par de esquís fabricados con esta técnica, Henri Oreiller se convirtió en el primer campeón olímpico francés de la historia.
A partir de la década de 1970, el grupo se estableció en los Estados Unidos, lanzó sus primeros esquís de fondo y se convirtió en el número uno mundial del esquí. En los Juegos Olímpicos de Calgary, ganó 6 medallas de oro de las 10 posibles en esquí alpino. Después de introducir las botas de esquí alpino en 1990, la empresa incursionó en el tenis y luego en las fijaciones al adquirir la división de fijaciones de la marca Look en 1994. En 1998, Claude Jantet impulsó la diversificación de la marca hacia el snowboard y el golf con la compra de la marca Cleveland.
En marzo de 2005, el grupo australiano Quiksilver adquirió el Grupo Rossignol por 560,8 millones de dólares (360 millones de euros). Rossignol cotizaba en la Bolsa de París hasta su salida en septiembre de 2005.
En 2022, el Grupo Rossignol registró una facturación de 401 millones de euros.